# Zateplení budovy

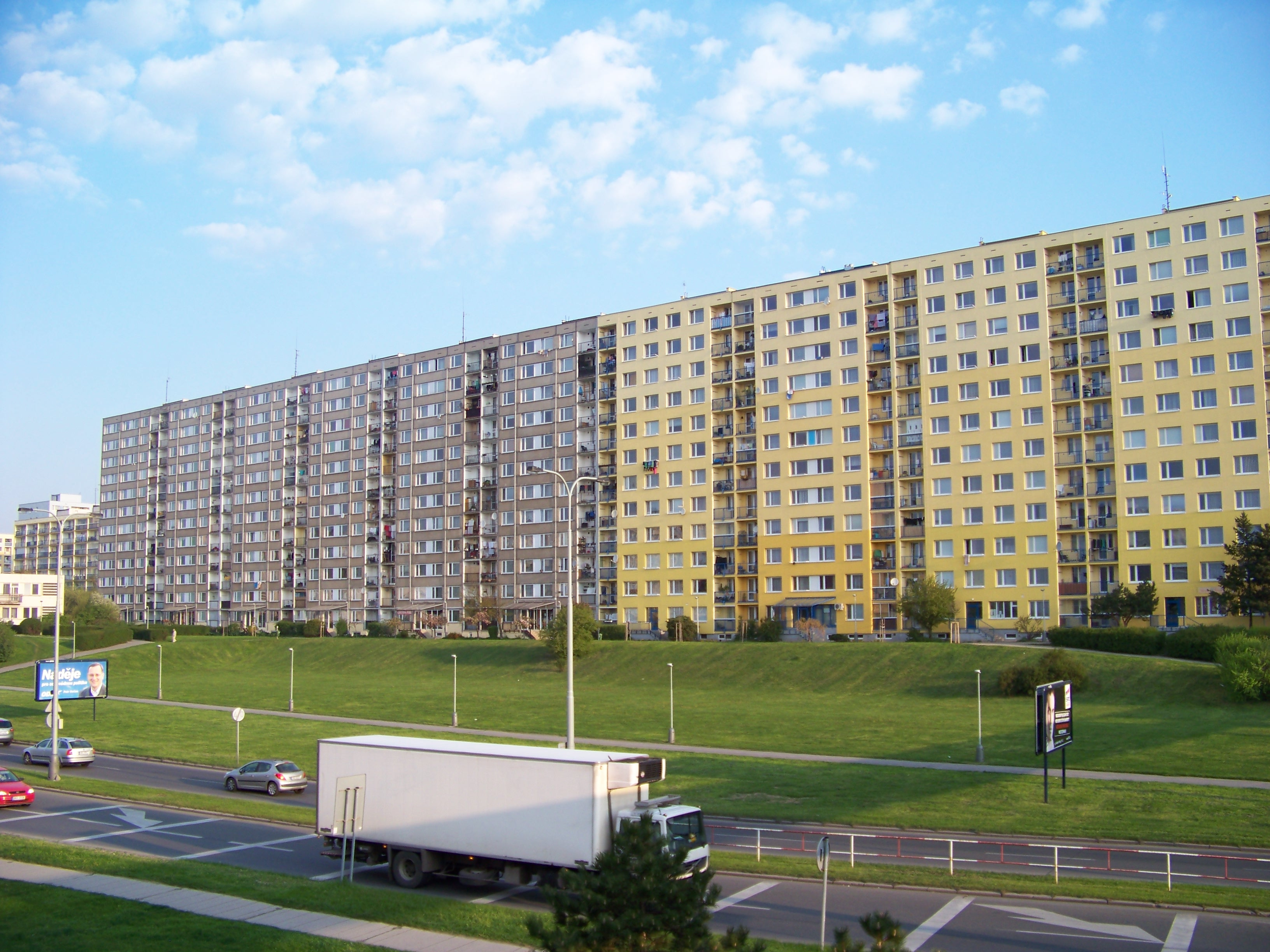
Panelový dům na Jižním Městě, zprava zateplený a zleva nezateplený

Zateplení budovy či fasád je metoda revitalizace staveb s nedostatečnou tepelnou izolací. Snižuje náklady na vytápění i chlazení domu, zdivo nepromrzá – přináší energetické úspory. Při dobrém provedení může ušetřit až 50 % tepelné energie. Většinou se vytváří tak, že se na fasádu budovy přidá izolant jako například polystyren o přibližné tloušťce 15 centimetrů, často se vyměňují také okna a jsou nahrazována novými plastovými.

## Kritika

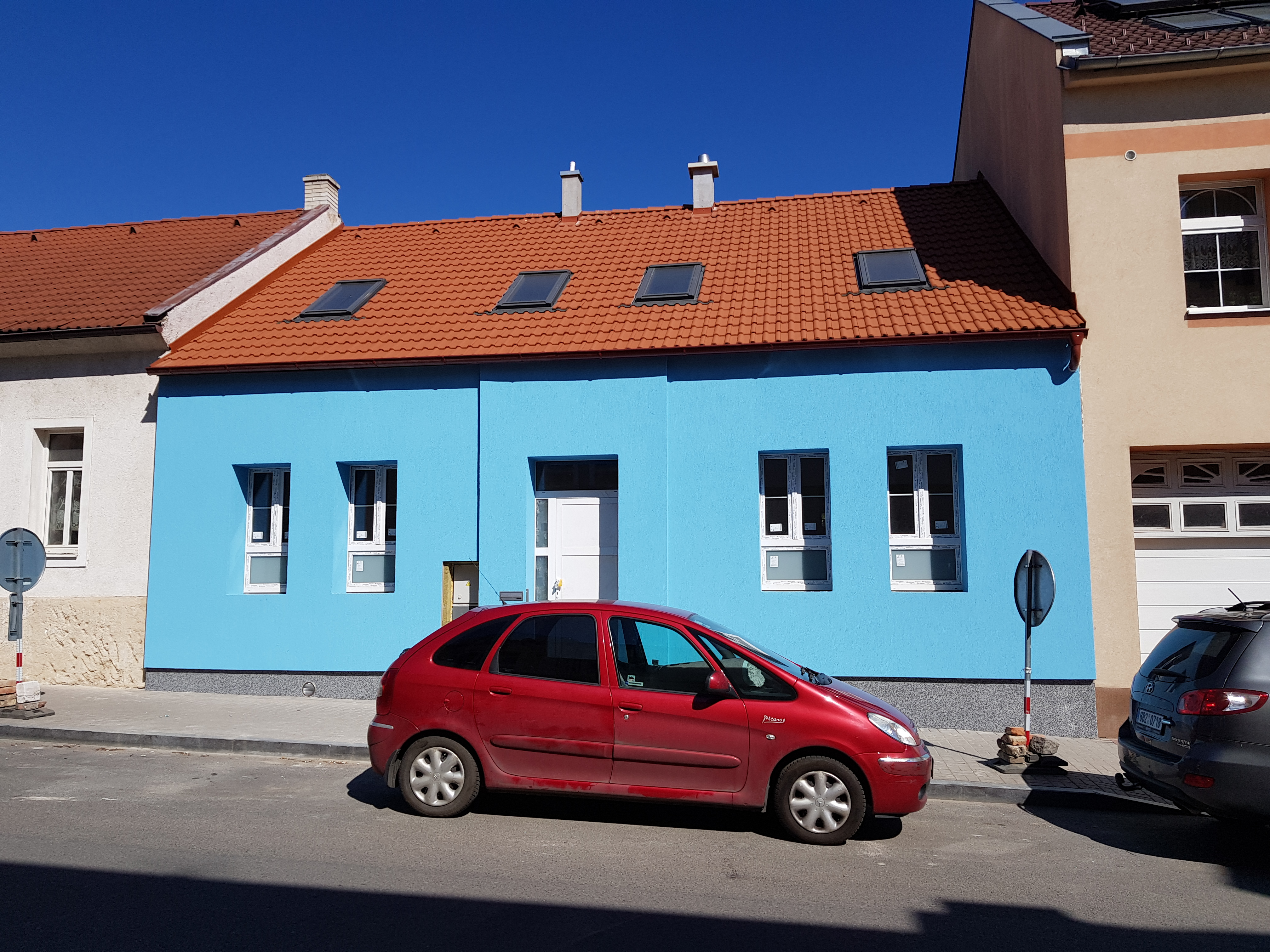
Špatně provedené zateplení domů často zakryje původní charakter domu: zmizí členění fasády, původní barevnost a další prvky, které dům začleňují do okolí

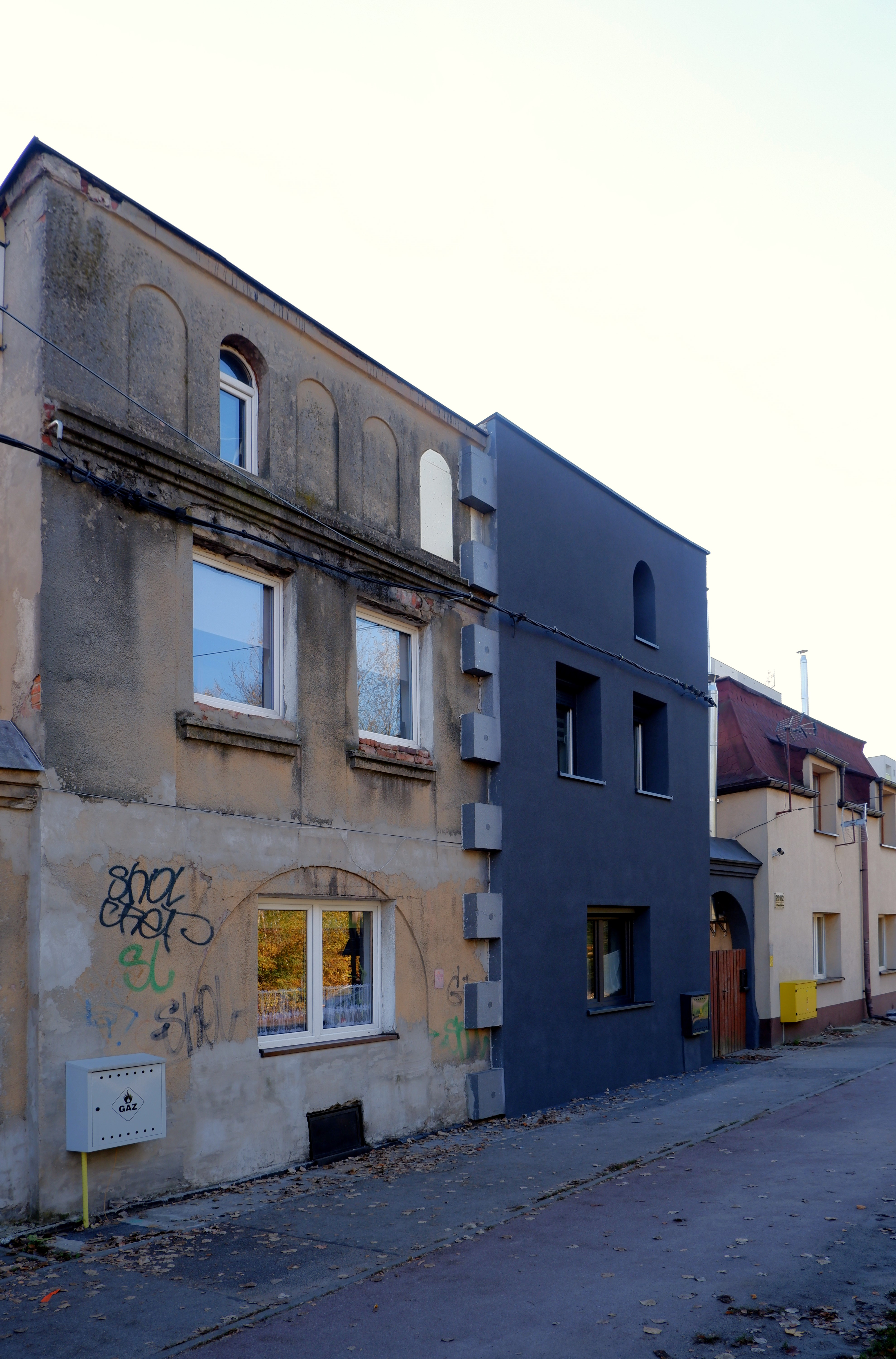
Dvojdům s půlkou fasády v originálním stavu a půlkou po zateplení polystyrenem

Plné nekvalitní zateplení budovy může bránit ventilaci vzduchu, což může v interiérech zvýšit koncentraci plísní a škodlivin, včetně například radioaktivního radonu. Škodlivý lidskému zdraví může být také zateplovací polystren, z kterého vychází různé plyny.

### Nevhodné architektonické provedení
U starších budov levně provedené zateplení často ničí historické i architektonické hodnoty, obklady totiž zakrývají původní charakter a detaily fasády. Narušují také estetiku obcí či čtvrtí, kde se často domy zateplují výraznými odstíny barev. Podle odborníků je třeba nezabývat se při zateplování pouze přidáním vrstvy polystyrenu za co nejnižší cenu. Je potřeba řešit také prostorové a barevné uspořádání fasády, uspořádání oken i vnitřní a okolní prostředí. Dobrá práce je podle odborníků výsledkem spolupráce stavaře, architekta a inženýra přes vytápění.

## Zateplování v Česku

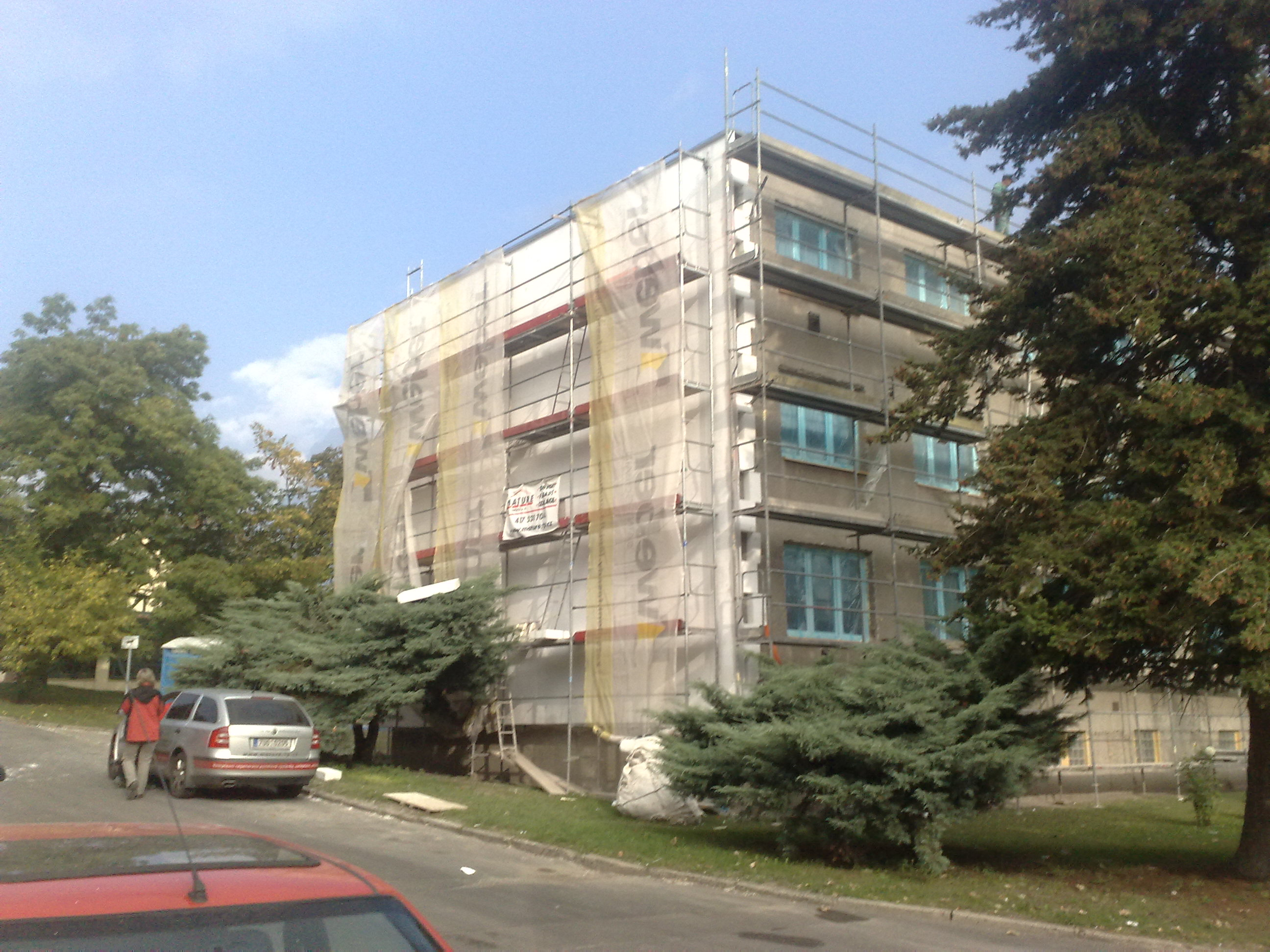
Realizace zateplení panelového domu v Teplicích

V Česku je zateplení budov oblíbeným způsobem energetické úspory, například u panelových domů a dalších typů budov. Zateplují se také novostavby. Mediálně známým příběhem je nevkusné zateplení historické budovy základní školy v Kamenných Žehrovicích, které v roce 2017 necitlivě a nenávratně změnilo vzhled budovy z roku 1900.
Se zateplováním domů mohou hlavně majitelům rodinných domů pomoci dotace EU v rámci programu Nová zelená úsporám, který v Česku funguje od roku 2015. O finanční podporu je možné požádat na zateplení obvodových stěn, střechy, podlah i stropů, a to včetně konstrukce zimní zahrady. Dotace lze ale získat i na výměnu dveří, oken a na instalaci venkovní stínicí techniky, tedy rolety a žaluzie.

## Zateplovací systém ETICS
Vnější kontaktní zateplovací systém, neboli ETICS (External Thermal Insulation Composite System) je jedním z celosvětově nejrozšířenějších způsobů zateplování budov.
Jeho největším přínosem je nízká cena a také absence vzniku tepelných mostů.
Technologie spočívá v přilepení izolantu na podklad a jeho ukotvení hmoždinkami. Následně se nanáší stěrková omítka se ztužující sítí. Jako izolační materiál se nejčastěji využívá fasádní polystyren, minerální vlákna nebo polyuretan a polyisokyanurát.
Základní zásadou pro provádění zateplovacích systémů dle ETICS je norma ČSN 73 2901.